# Robert J. Blackmore
Robert J. Blackmore war ein britischer Fußballspieler, Schiedsrichter und Fußballfunktionär in Mexiko. Sein Einfluss auf die Entwicklung des Fußballsports in Mexiko ist nicht zu unterschätzen, importierte er doch die ersten ordnungsgemäßen Bälle und Fußballregeln nach Mexiko. Als Spieler wurde er mit seinem Stammverein Reforma Athletic Club sechsmal mexikanischer Meister und einmal Torschützenkönig der Primera Fuerza. 

## Biografie
Robert J. Blackmore gehört zu den bedeutendsten britischen Fußballpionieren in Mexiko. Von der Gründung der Fußballabteilung beim Reforma Athletic Club um 1900 bis zu ihrem sechsten und letzten Meistertitel im Jahr 1912 wirkte Robert Blackmore in dessen Fußballmannschaft mit und bildete in der Anfangszeit zusammen mit seinem Bruder Charles eine gefährliche Sturmreihe. In den Meisterschaftsjahren 1909/10 und 1910/11 war Blackmore zudem Mannschaftskapitän beim Reforma AC und außerdem gewann der in der Saison 1909/10 die Torjägerkrone. 
Da die Grenzen zwischen den Vereinsmannschaften in der Pionierzeit des Fußballs in Mexiko nicht so festgefahren waren wie heute, war es seinerzeit durchaus üblich, dass Spieler in der ausschließlich von britischen Vereinen ausgetragenen Landesmeisterschaft auch mal beim einen oder anderen Verein aushalfen. Weil Robert Blackmore den Fußballpionier Percy Clifford aus den Anfängen des Fußballsports beim Reforma AC kannte, spielte er gelegentlich auch in Reihen des von Clifford neu gegründeten British Club und bekam dort aufgrund seines Organisationstalents und seines sportlichen Enthusiasmus schließlich den Vereinsvorsitz anvertraut.  
Nach Beendigung seiner aktiven Laufbahn war Blackmore als Schiedsrichter tätig und entwickelte sich im Lauf der Jahre zum Besten seiner Zunft. Später war er Präsident der Liga de Fútbol Asociación. 

## Erfolge
- Mexikanischer Meister: 1906, 1907, 1909, 1910, 1911, 1912
- Mexikanischer Pokalsieger: 1909, 1910
- Torschützenkönig: 1910